# Département Corse-du-Sud
Das französische Département Corse-du-Sud ([kɔʁs dy syd], „Südkorsika“, korsisch Pumonte [puˈmɔntɛ], oder Corsica suttana [ˈkorsiga sutˈtana]) war von 1976 bis 2017 eine Verwaltungseinheit im Süden der Mittelmeerinsel Korsika und wurde in der alphabetischen Reihenfolge der Départements als Nr. 20a bezeichnet. Für statistische Zwecke wird das Département weiterhin verwendet.

## Geschichte
Das Département wurde am 15. September 1975 gegründet, als Korsika in zwei Départements aufgeteilt wurde. Schon einmal, von 1793 bis 1811, war zur Verwaltung des Südens der Insel das eigenständige Département de Liamone gebildet worden. Die neue Aufteilung entsprach derjenigen von 1793. Da das Autokennzeichen 20 1975 dem ehemaligen Gesamtdépartement Corse entsprach, wurde dem Département Corse-du-Sud das Kennzeichen 2A zugewiesen (Haute-Corse: 2B). Die korsischen Autokennzeichen entsprechen somit nicht dem Muster der französischen Départements. Das dem Département entsprechende Postleitzahlenpräfix 20 wurde zwar beibehalten, die dritte Ziffer wurde jedoch (mit Ausnahme von Ajaccio und Postsonderdiensten wie die Armeebasis in Solenzara) u. ä.) auf die 1 (in Haute-Corse auf die 2) festgelegt, was einige Änderungen zur Folge hatte. Im Gefolge der Statusänderung Korsikas wurden die Départements per 1. Januar 2018 aufgehoben und ihre Verwaltung mit der der Region zusammengelegt.

## Städte
- Ajaccio
- Bonifacio
- Sartène

## Klima
Messstation: Ajaccio
|                                  | J  | F  | M  | A  | M  | J  | J  | A  | S  | O  | N  | D  |
| -------------------------------- | -- | -- | -- | -- | -- | -- | -- | -- | -- | -- | -- | -- |
| mittlere Höchsttemperatur        | 13 | 14 | 15 | 17 | 21 | 25 | 27 | 28 | 25 | 22 | 17 | 14 |
| mittlere Tiefsttemperatur        | 4  | 4  | 5  | 7  | 10 | 14 | 16 | 16 | 14 | 11 | 7  | 5  |
| Anzahl sehr sonnige Tage         | 4  | 3  | 4  | 4  | 5  | 7  | 17 | 13 | 9  | 7  | 4  | 12 |
| Anzahl Tage mit bedecktem Himmel | 12 | 11 | 11 | 9  | 6  | 3  | 1  | 2  | 4  | 6  | 10 | 4  |
| Anzahl Regentage                 | 10 | 9  | 8  | 7  | 6  | 3  | 1  | 2  | 4  | 7  | 9  | 10 |
| Regenmenge in mm                 | 80 | 71 | 60 | 50 | 45 | 23 | 10 | 18 | 47 | 85 | 98 | 80 |
| Wassertemperatur in Küstennähe   | 14 | 13 | 12 | 14 | 16 | 19 | 24 | 24 | 23 | 22 | 19 | 17 |

Tage pro Jahr mit
- Regenfällen über 1 mm: 76
- Frost: 12
  - Erster Frost: 9. Dezember
  - Letzter Frost: 2. März
- Schnee: 2
- Gewitter: 38
- Hagel: 5

## Verwaltungsgliederung

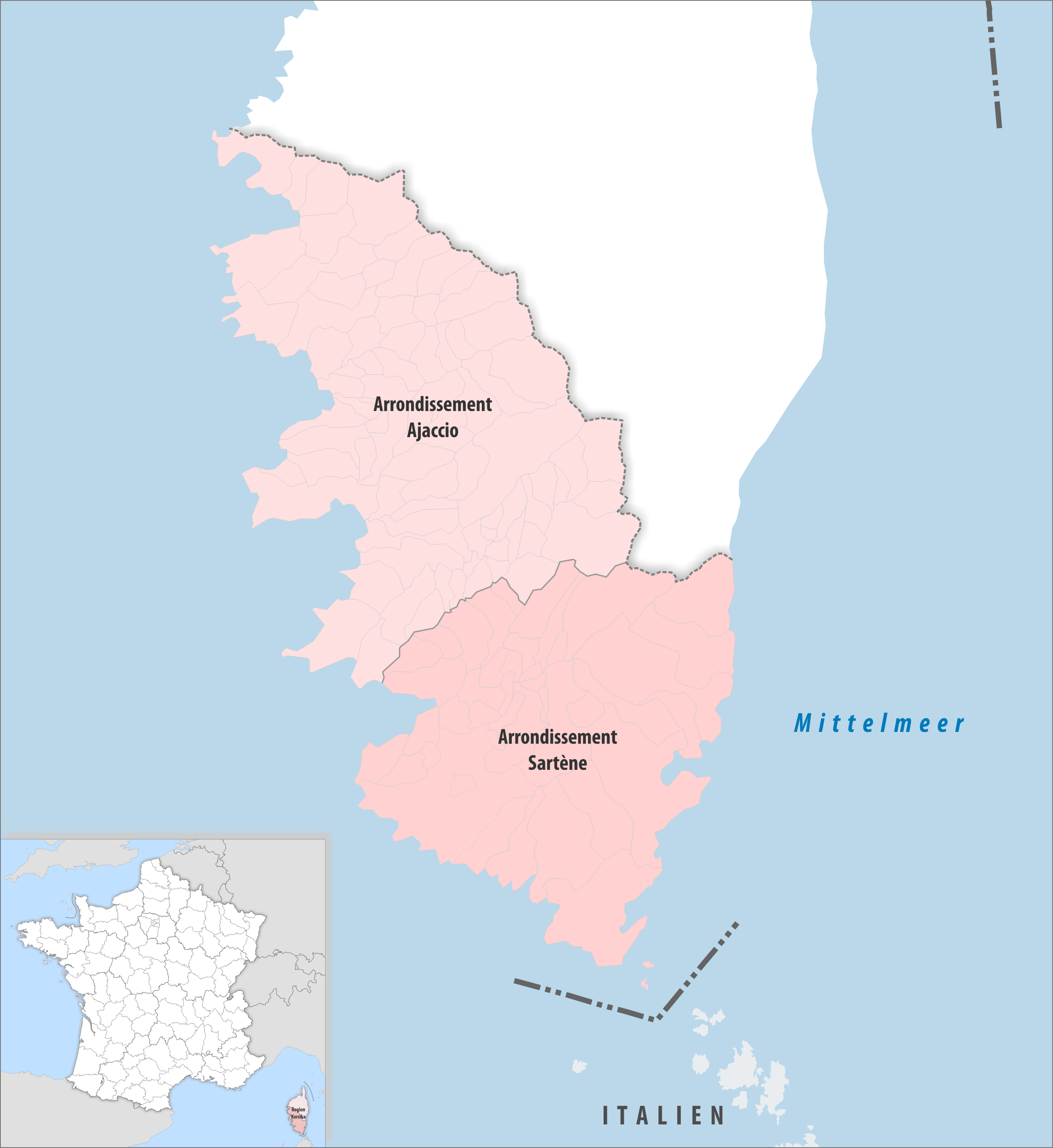
Gemeinden und Arrondissemente im Département Corse-du-Sud

| Arrondissement           | Kantone | Gemeinden | Einwohner 1. Januar 2022 | Fläche km² | Dichte Einw./km² | Code INSEE |
| ------------------------ | ------- | --------- | ------------------------ | ---------- | ---------------- | ---------- |
| Ajaccio                  | 8       | 81        | 123.120                  | 2.194,73   | 56               | 2A1        |
| Sartène                  | 4       | 43        | 42.925                   | 1.819,49   | 24               | 2A4        |
| Département Corse-du-Sud | 11      | 124       | 166.045                  | 4.014,22   | 41               | 2A         |

## Wirtschaft und Infrastruktur
2004 arbeiteten 3,4 % der Berufstätigen in der von Viehzucht (Schafe, Ziegen, Rinder) dominierten Landwirtschaft, die sich weitgehend auf das bergige Landes innere konzentriert. Es handelt sich hauptsächlich um eine extensive, traditionelle Viehzucht, die an die natürlichen Bedingungen des Departements angepasst ist. Die Größe der korsischen Weinberge hat sich erheblich verringert, was jedoch mit einer Verbesserung der Qualität einherging (A. O. C. du vieux vignobles d'Ajaccio u. a.). Der Obstbau konzentriert sich auf die bewässerten Küstenebenen und besteht vor allem aus Zitrusfrüchten (besonders Clementinen), Kiwis, Avocados und Pflaumen.
Siehe auch:
- Liste der Gemeinden im Département Corse-du-Sud
- Liste der Kantone im Département Corse-du-Sud
- Liste der Gemeindeverbände im Département Corse-du-Sud